# Казанський вертолітний завод
Казанський вертолітний завод розташований в місті Казань — столиці Татарстану.

## Історія
Завод заснований в 1933, як деревообробне підприємство.
У 1941 почав виробництво біпланів По-2. Число По-2, випущених за роки війни, перевищило 10 000 літаків, що склало 10 % від всіх літаків, вироблених в Радянському Союзі за роки Другої світової війни.
У 1951 завод почав виробництво вертольотів Мі-1.
У 1956 почалися експортні постачання вертольотів.
У 1965 почалося виробництво вертольотів Мі-8 — найпоширенішого вертольота у світі.
У 1993 завод пройшов процес приватизації і отримав найменування Відкрите акціонерне товариство «Казанський вертолітний завод». Всього завод виготовив понад 10 000 вертольотів Мі-4, Мі-8, Мі-14, Мі-17 і їх модифікації. Поставки здійснювались більш ніж у 80 країн світу.
У 2006 завод випустив 35 вертольотів.

## Основні акціонери
- ОПК Оборонпром
- республіка Татарстан

## Продукція
Модифікації Мі-8
- Мі-17-1В
- Мі-17-В5
- Мі-172
- Мі-38

Власні розробки
- Ансат — легкий багатоцільовий вертоліт
- Актай — легкий вертоліт

Окрім виробництва вертольотів завод здійснює ремонт і модернізацію Мі-8.